# Burkau
Burkau est une commune de Saxe (Allemagne), située dans l'arrondissement de Bautzen, dans le district de Dresde.
La commune Burkau consiste en les villages:
- Auschkowitz
- Bocka
- Burkau
- Großhänchen
- Jiedlitz
- Kleinhänchen
- Neuhof
- Pannewitz
- Taschendorf
- Uhyst am Taucher

## Personnalités liées à la ville
- Arnošt Muka (1854-1932), écrivain né à Großhänchen.